# Monohelea lanei
Monohelea lanei är en tvåvingeart som beskrevs av Wirth 1953. Monohelea lanei ingår i släktet Monohelea och familjen svidknott. Inga underarter finns listade i Catalogue of Life.